# Chirotica canariensis
Chirotica canariensis là một loài tò vò trong họ Ichneumonidae.